# Cerapachys annosus
Cerapachys annosus é uma espécie de formiga do gênero Cerapachys.